# Rów z wodą

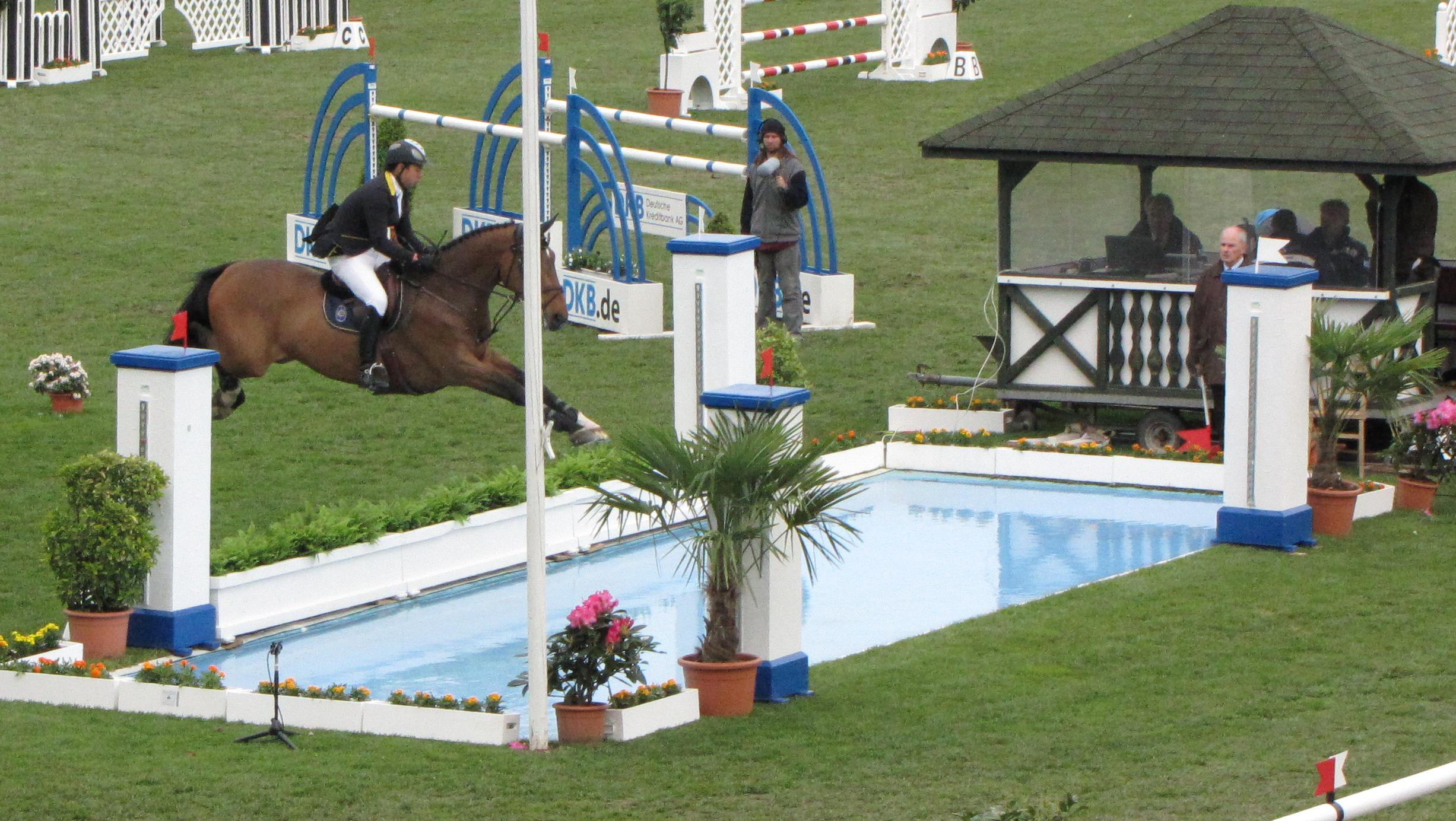
Kenneth Cheng na koniu Can Do skacze przez rów z wodą

Rów z wodą – w jeździeckich skokach przez przeszkody jedyna przeszkoda pozioma wymagająca od konia skoku wyłącznie "na szerokość". Rowy wykonywane są jako "niecki" z wodą w kształcie prostokąta.
Podczas zawodów jeździeckich, obok tej przeszkody czuwa sędzia, sygnalizując i notując błąd, jeżeli któreś z końskich kopyt wyląduje na linii wyznaczającą koniec "rowu" lub naruszy lustro wody. Błąd na rowie z wodą karany jest jak zrzutka. Od frontu, rów zaznaczany jest niskim płotkiem lub inną wskazówką, ułatwiającą odskok. Potrącenie wskazówki nie jest błędem. Szerokość frontu rowu musi być o przynajmniej 30% większa od jego długości.
Rów z wodą jest jedną z najtrudniejszych przeszkód, ze względu na to, że konie często odmawiają skoku oraz ze względu na dużą trudność płaskiego skoku, skutkującą błędami.
Czasami imitację wody wykonuje się z suchych plansz lub plandek. Przeszkody inne niż opisany wyżej rów z wodą, zawierające wodę lub imitację wody, nie są traktowane jako rów z wodą. Całkowita szerokość takich przeszkód nie może przekraczać 2 metrów.